# آلکساندر بکزادیان
آلکساندر بکزادیان (ارمنی: Ալեքսանդր Բեկզադյան؛ ۱۸۷۹ – ۱ اوت ۱۹۳۸) سیاست‌مدار و دیپلمات اهل ارمنستان بود. بین سال‌های ۱۹۲۰ تا ۱۹۲۱ وی نخستین وزیر امورخارجه ارمنستان شوروی بود. بکزادیان یکی از قربانیان پاکسازی بزرگ بود.
این شخصیت انقلابی از نوامبر ۱۹۲۰ به عنوان کمیسر خلق در امور خارجه اتحاد جماهیر شوروی ارمنستان منصوب شد، از سال ۱۹۲۶ تا ۱۹۳۰ معاون کمیته مردمی فدراسیون فرعی و کمیسر خلق برای تجارت بود. در ۱۹۳۰–۱۹۳۴ او سفیر اتحاد جماهیر شوروی در نروژ و در ۱۹۳۴–۱۹۳۷ در مجارستان بود.